# 하늘정원
"하늘정원"은 일본의 작가 이시키 노부유키의 원작 소설을 바탕으로 시한부 삶을 사는 밝은 성격의 분장사(이은주)와 아버지의 뜻에 따라 어쩔 수 없이 의사가 되지만, 한 여자를 만나면서 진정한 사랑을 깨닫게 되는 청년(안재욱)의 슬픈 사랑을 그린 멜러물이다.

## 등장 인물
- 안재욱 - 최오성 역
- 이은주 - 김영주 역
- 손종범 - 정철 역
- 전무송 - 최문도 역
- 송옥숙 - 문혜자 역
- 최성 - 백구 역
- 유형관 - 박주봉 역
- 엄춘배 - 허달식 역
- 오윤홍 - 김영자 역
- 정의갑 - 황상원 역
- 이영숙 - 문희 역
- 강산 - 박노아 역
- 설지윤 - 노아 모 역
- 맹봉학 - 목사 역
- 윤길 - 이강철 역
- 정채경 - 친구 2 역
- 박준혁 - 친구 3 역
- 노진원 - 감독 1 역
- 박정우 - 감독 2 역
- 이재욱 - 연출부 막내 역
- 신윤정 - 간호사 역
- 한아름 - 여배우 역
- 오승은 - 이민희 역 (특별출연)